# Phobos (Mond)
Phobos (IPA: [ˈfoːbɔs] anhörenⓘ; von altgriechisch Φόβος Phóbos, deutsch ,Furchtʼ) ist einer der beiden Monde des Planeten Mars. Zusammen mit dem kleineren Deimos entdeckte ihn im Jahr 1877 der US-amerikanische Astronom Asaph Hall am US Naval Observatory. Benannt wurde er nach Phobos, dem Sohn und Begleiter des griechischen Kriegsgottes Ares (lat. Mars).

## Eigenschaften

Die Umlaufbahnen von Phobos und Deimos

Größe und Geschwindigkeit von Phobos (rechts) und Deimos (links), von der Marsoberfläche aus, im Vergleich (Spirit, 30. Aug. 2005)

Mit einer großen Bahnhalbachse von lediglich 9378 Kilometern bewegt sich Phobos weniger als 6000 km von der Marsoberfläche entfernt um den Planeten und benötigt für einen Umlauf nur 7 Stunden, 39 Minuten und 12 Sekunden. Seine Umlaufperiode ist somit wesentlich kürzer als die Periode der Marsrotation. Mit seinem rechtläufigen Umlaufsinn überholt er so die Marsoberfläche und geht dort – anders als die anderen Himmelskörper – im Westen auf und im Osten unter. Die Aufgänge beziehungsweise Untergänge erfolgen in einem Intervall von 11 Stunden, 6 Minuten und 18 Sekunden, so dass sie pro Marstag zweimal, manchmal dreimal stattfinden. Die Umlaufperiode befindet sich mit der 3,958-mal so großen von Deimos nahe einer 1:4-Bahnresonanz.
Phobos hat wie der Erdmond eine gebundene Rotation, das heißt, er wendet dem Mars immer dieselbe Seite zu. Der kleine Trabant ist ein sehr unregelmäßig geformter Körper, der näherungsweise als dreiachsiges Ellipsoid mit Achsen von 27, 22 und 19 Kilometern modelliert werden kann. Die längste Achse des Marsmondes zeigt durch die gebundene Rotation immer zum Planeten.
Die scheinbare Helligkeit erreicht am Marsäquator bis zu −8,9 mag, also etwa ein Dreißigstel der Vollmondhelligkeit. Durch die große Nähe zum Mars kommt es bei jedem Umlauf des Phobos zu einer Mondfinsternis sowie an bestimmten Orten auf der Marsoberfläche zu einem Durchgang des Phobos vor der Sonne, also zu einer (partiellen) Sonnenfinsternis. Die Sonnenfinsternisse sind niemals total, da der scheinbare Durchmesser der Sonne mit etwa 20 Bogenminuten deutlich größer ist als der des Phobos.
Die Bahnebene von Phobos ist nur 1,08° gegen die Äquatorebene seines Planeten geneigt. Im Unterschied zu Deimos liegt die Umlaufbahn von Phobos innerhalb der für die Gezeitenkräfte kritischen Roche-Grenze des Mars und nähert sich dem Planeten immer mehr. Der Abstand reduziert sich in einem Jahrhundert um 1,8 Meter, sodass der Trabant in etwa 50 Millionen Jahren abstürzen würde.
Phobos weist eine mittlere Dichte von 1,887 g/cm³ (was wesentlich geringer als die des Mars ist) und ein Volumen von 5680 Kubikkilometern auf. Seine Zusammensetzung ist unklar, am wahrscheinlichsten scheint kohlenstoffhaltiges Material, bedeckt mit einer Staubschicht von ungefähr einem Meter Regolith, der dem Regolith des Erdmondes ähnelt und aus Silizium, Sauerstoff und Eisen besteht. Zudem könnte Phobos kleine Mengen von Wasser oder Methan enthalten. Er zieht eine feine Spur von verdampfender flüchtiger Substanz hinter sich her, am wahrscheinlichsten Wasser.
Ein Körper in einer oberflächennahen Umlaufbahn um Phobos würde, wenn man den Mond für die Rechnung hypothetisch als annähernd kugelförmig annimmt, etwa 144 Minuten für eine Umkreisung benötigen und eine Bahngeschwindigkeit von nur 33 km/h haben. Ein auf Phobos gelandeter Astronaut könnte also theoretisch einen Tennisball in eine Umlaufbahn werfen. Ein Hüpfer, der einen Menschen auf der Erde 25 cm in die Höhe bringen würde, würde ihn auf Phobos auf ca. 430 m bringen, bevor der recht langsame Abstieg wieder beginnt.

## Oberfläche

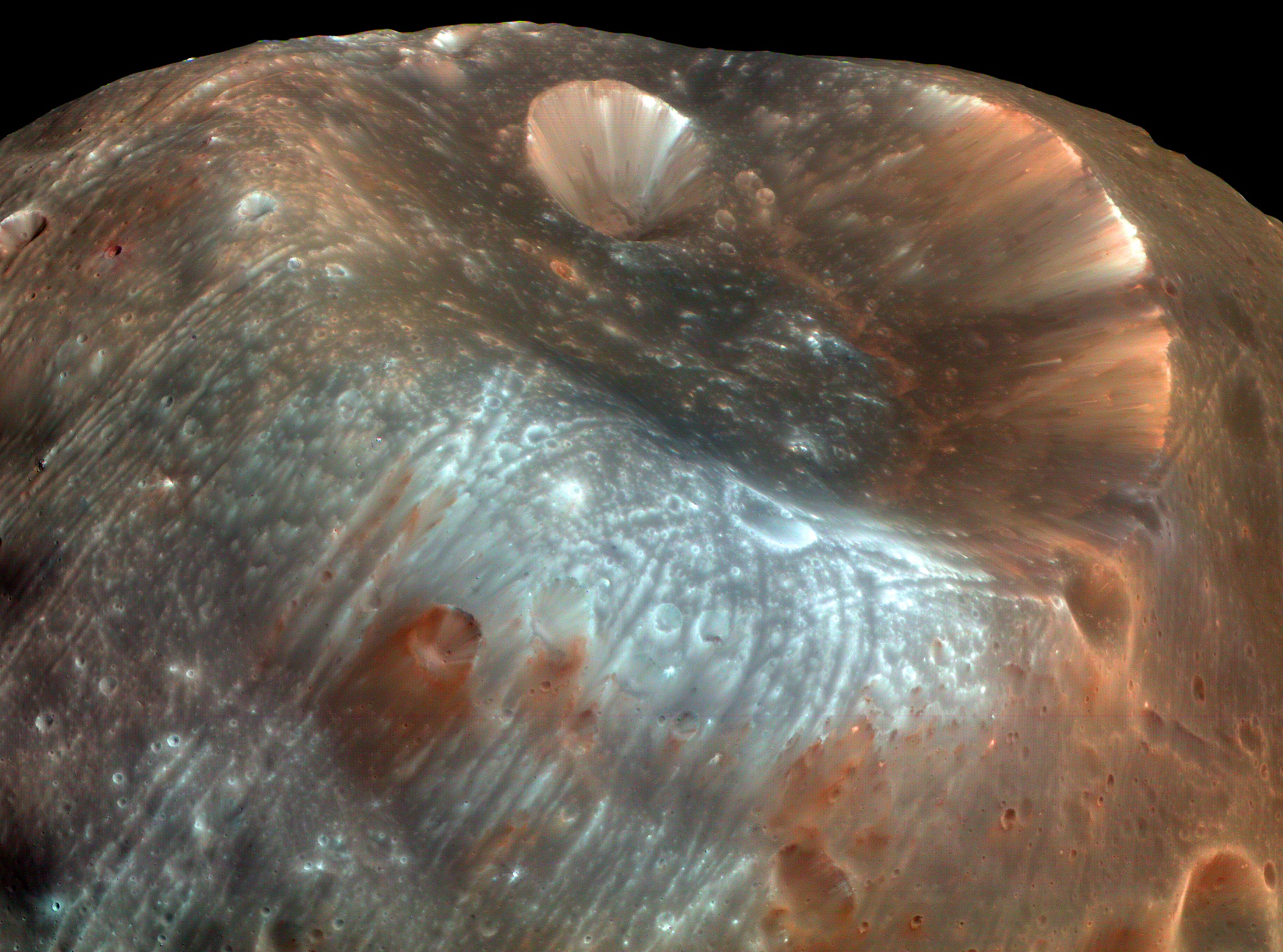
Der 9 km große Krater Stickney auf Phobos, Aufnahme in (überbetonten) Falschfarben (Mars Reconnaissance Orbiter, 2008)

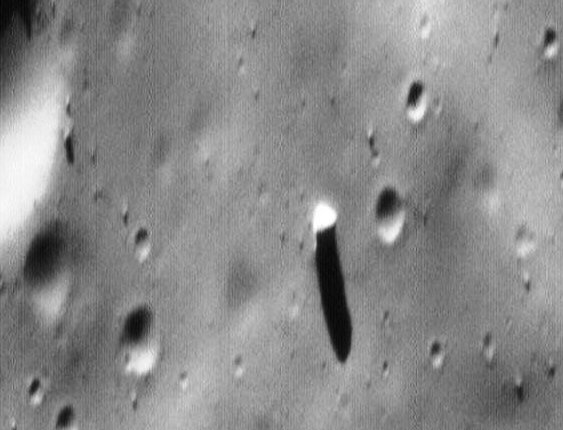
MOC Image 55103: Der Phobos-Monolith (rechts von der Mitte) (Mars Global Surveyor, 1998)

Der größte und auffälligste Krater auf Phobos heißt Stickney, nach dem Geburtsnamen von Chloe Angeline Stickney Hall (1830–1892), der Ehefrau des Entdeckers von Phobos. Sie ermunterte ihren Mann bei der Suche nach den Marsmonden, als dieser schon aufgeben wollte. Der Krater misst etwa neun Kilometer im Durchmesser. Der verantwortliche Einschlag muss – ähnlich wie bei dem Krater Herschel auf Mimas – den kleinen Mond beinahe zerrissen haben.
Weitere, nach bekannten Astronomen benannte Krater auf Phobos sind:
- D’Arrest – nach Heinrich Louis d’Arrest (1822–1875),
- Hall – nach Asaph Hall (1829–1907),
- Öpik – nach Ernst Öpik (1893–1985),
- Roche – nach Édouard Albert Roche (1820–1883),
- Sharpless – nach Bevan Sharpless (1904–1950),
- Shklovsky – nach Iossif Schklowski (1916–1985),
- Todd – nach David Todd (1855–1939),
- Wendell – nach Oliver Wendell (1845–1912).

Ferner besitzt Phobos einen nach Johannes Kepler (1571–1630) benannten Gebirgskamm namens Kepler Dorsum (lateinisch für „Kepler-Rücken“). Weitere Krater und andere Formationen tragen Namen von Figuren und Orten aus dem Roman Gullivers Reisen von Jonathan Swift.
Auf der Oberfläche von Phobos finden sich auffällige, oft parallel verlaufende Rillen, die größtenteils vom Stickney-Krater ausgehen. Nach einer Deutung aus dem Jahr 2015 sind sie mit „Dehnungsstreifen“ auf der menschlichen Haut vergleichbar und haben ihre Ursache in den starken Gezeitenkräften, denen der Mond ausgesetzt ist. Nach Computersimulationen, die im November 2018 veröffentlicht wurden, handelt es sich aber um Spuren der bei der Entstehung von Stickney ausgeschleuderten Trümmerbrocken, die über den Mond gerollt sind und es in einigen Fällen einmal ganz um den Mond herum geschafft haben.
Ein kleines, aber dennoch auffälliges Oberflächenmerkmal ist der sogenannte Phobos-Monolith, der sich scharf von seiner Umgebung abzeichnet und sich in der Nähe des Stickney-Kraters befindet.

## Entstehungsgeschichte

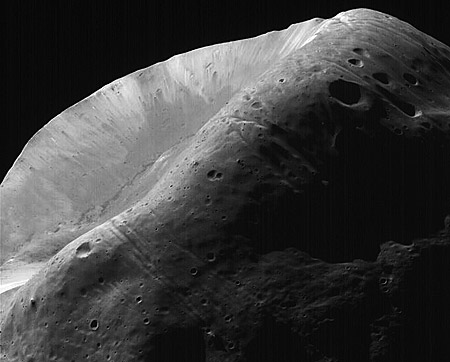
Stickney (Mars Global Surveyor, 2003)

Seine Entstehungsgeschichte ist unklar. Aufgrund seiner unregelmäßigen Form wurde – wie auch im Fall von Deimos – allgemein angenommen, dass es sich um einen von Mars eingefangenen Asteroiden aus dem äußeren Asteroidengürtel handele. Vieles deutet darauf hin, dass Phobos ein sogenannter Rubble Pile ist, ein Schuttkörper, der nur durch Gravitation zusammengehalten wird.
Durch zwei unabhängige Auswertungen von Messungen der ESA-Sonde Mars Express und der NASA-Sonde Mars Global Surveyor im Jahr 2010 wird nun auch in Betracht gezogen, dass Phobos aufgrund eines Zusammenstoßes entstanden sein könnte: Krustenmaterial wurde durch einen Asteroideneinschlag auf dem Mars in dessen Umlaufbahn geschleudert, wo es sich agglomerierte. Das Material ist zudem sehr porös und weniger dicht als ein Asteroid. Auch wird diskutiert, ob Phobos und Deimos die Überreste eines älteren, zerstörten Mondes sind. Dafür spricht, dass bei einer Rückrechnung die Bahnradien beider Monde sich vor maximal 2,7 Milliarden Jahren entsprochen haben.

## Erforschung

Partielle Sonnenfinsternis durch Phobos von der Marsoberfläche aus (Opportunity, 2004)

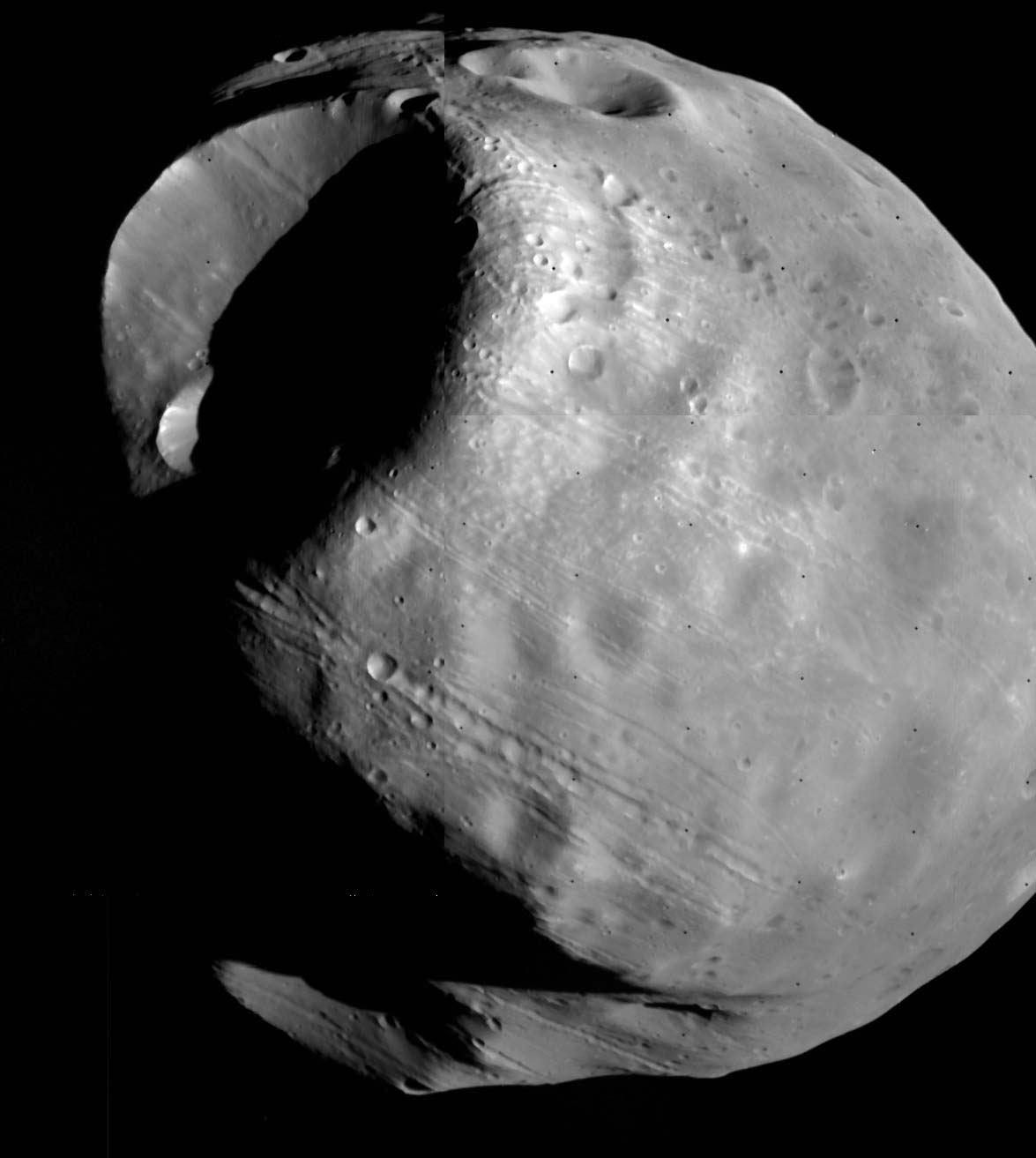
Phobos’ marszugewandte Seite (Viking Orbiter 1, 1978)

Phobos wurde von Asaph Hall am 17. August 1877 entdeckt, – sechs Tage nach dem kleineren, aber marsferneren Deimos. Aufgrund seiner großen Nähe zum Mars ist Phobos im Fernrohr nur schwer zu erkennen, da er vom Mars förmlich überstrahlt wird. Sein Winkelabstand beträgt während einer durchschnittlichen Opposition des Mars nur maximal 16 Bogensekunden von der Planetenoberfläche, der Planet ist aber über 13 Größenklassen heller, das heißt, mehr als 200.000-mal so hell wie sein Mond.
Erste Nahaufnahmen von Phobos entstanden 1971 durch Mariner 9 und 1977 durch Viking 1. Für den 1980 auf die Erde gefallenen Meteoriten Kaidun wurde Phobos als möglicher Ursprungskörper vorgeschlagen. Sollte das der Fall sein, würde Phobos hauptsächlich aus einem den kohligen CR-Chondriten entsprechenden Material bestehen.
Die sowjetischen Sonden Fobos 1 und 2 sollten 1988/1989 auf dem Trabanten landen; bei Fobos 2 sollte außerdem ein „Springer“ mit einem raffinierten Mechanismus auf dem Mond „umherhüpfen“. Beide Sonden gingen jedoch verloren, bevor sie ihr Ziel erreichten. Allerdings konnte Fobos 2 Gasausbrüche auf Phobos feststellen. Wo diese herrühren, ist unbekannt; eventuell war es Wasserdampf. Nach Fobos 2 lieferte im Jahr 2003 die Sonde Mars Global Surveyor weitere Nahaufnahmen von Phobos.
Am 8. November 2011 startete Russland die Mission Phobos-Grunt, die auf Phobos Bodenproben sammeln und zur Erde bringen sollte. China beteiligte sich an dieser Mission mit einer eigenen Marssonde Yinghuo-1. Die Zündung des Triebwerks, das die Sonde aus dem Erdorbit auf Marskurs bringen sollte, misslang jedoch. Am 15. Januar 2012 trat die Sonde in die Erdatmosphäre ein und verglühte über dem Ostpazifik.
Die Raumsonde Martian Moons Exploration (MMX) soll 2027 Phobos erreichen. Der mitgeführte Rover Idefix soll 2029 auf dem Mond aufsetzen und ihn befahren, während MMX selbst Proben entnimmt und zur Erde bringt.

## Kulturgeschichte
Die frühe Annahme, dass der Mars zwei Monde hat, geht auf Johannes Kepler zurück, der sie im Jahr 1610 nach der Entdeckung der vier Galileischen Monde postulierte, weil er im Sonnensystem von harmonischen Verhältnissen überzeugt war. Die Existenz von zwei kleinen und derart marsnahen Monden wurde rein fiktiv 1727 von Jonathan Swift im dritten Teil von Gullivers Reisen – Lemuel Gulliver – beschrieben, – lange vor ihrer Entdeckung durch Asaph Hall. Er geht dabei auch auf das dritte Keplersche Gesetz ein, das die Beziehung zwischen Bahngrößen und Umlaufzeiten zeigt. In dem Buch wird erzählt, die laputanischen Astronomen würden „zwei kleinere Sterne oder Satelliten kennen, die um den Mars laufen; davon ist der innerste vom Mittelpunkt des Planeten genau drei, der äußerste fünf seiner Durchmesser entfernt; ersterer vollendet seinen Umlauf im Zeitraum von zehn, letzterer in einundzwanzigeinhalb Stunden“. Diese Geschichte floss 1750 in Voltaires Roman Micromégas ein, in dem ein Riese vom Sirius das Sonnensystem besucht. Bemerkenswert ist diese Vorwegnahme nicht nur wegen der Ähnlichkeit in Bezug auf die Bahngrößen und Umlaufzeiten, sondern auch, weil fast alle damals bekannten Monde – der Erdmond, die vier Galileischen Jupitermonde und die fünf größten Saturnmonde – wesentlich längere Umlaufzeiten aufweisen und damit nur schwer als Vorlage in Frage kommen. Die gesuchten Marsmonde mussten demnach wesentlich kleiner sein und ihren Planeten viel näher umlaufen.
Arthur C. Clarkes utopische Erzählung Hide-and-Seek (deutsch: ‚Versteckspiel‘) von 1953 aus der Sammlung Expedition to Earth (Verbannt in die Zukunft) spielt auf und um Phobos.
Der US-amerikanische Elektronikmusiker Larry Fast widmete den beiden Marsmonden Phobos und Deimos die 1978 auf seinem Album Cords erschienene Komposition Phobos and Deimos Go to Mars.
Phobos und Deimos sind Schauplätze des bekannten Computerspiels Doom von 1993, ebenso enthält Unreal Tournament (UT99) eine Karte mit der Bezeichnung „Phobos Moon“. Bereits 1986 erschien das Textadventure Leather Goddesses of Phobos.
1997 war Phobos der Titel eines Albums der Band Voivod. In Interviews sagte Michel Langevin, Schlagzeuger der Band, dass der Mond, weil er in einigen Millionen Jahren wegen seiner Umlaufbahn auf den Mars stürzen werde, eine perfekte Metapher für die Furcht vor dem eigenen Untergang sei.